# Ciąg pokryć punktowo miałki
Ciąg pokryć punktowo miałki – dla danej przestrzeni topologicznej {\displaystyle X} ciąg pokryć otwartych {\displaystyle ({\mathcal {W}}_{n})_{n<\omega }} o tej własności, że dla każdego punktu {\displaystyle x} przestrzeni {\displaystyle X} rodzina {\displaystyle \{W_{n}\colon \,n<\omega \}} jest bazą w punkcie {\displaystyle x,} przy czym {\displaystyle W_{n}\in {\mathcal {W}}_{n}} dla każdego {\displaystyle n.}
Innymi słowy, ciąg pokryć {\displaystyle \{W_{n}\colon \,n<\omega \}} jest punktowo miałki wtedy i tylko wtedy, gdy dla każdego punktu {\displaystyle x} przestrzeni {\displaystyle X} i każdego otoczenia {\displaystyle U} tego punktu istnieje taka liczba naturalna {\displaystyle n,} że
{\displaystyle {\mbox{Gw}}(x,{\mathcal {W}}_{n})\subseteq U}
(por. gwiazda zbioru). Często rozważanym wariantem tego pojęcia jest tzw. miałki ciąg pokryć – ciąg pokryć otwartych {\displaystyle W_{n}\in {\mathcal {W}}_{n}} przestrzeni {\displaystyle X} nazywany jest miałkim, gdy dla każdego punktu {\displaystyle x} przestrzeni {\displaystyle X} i każdego otoczenia {\displaystyle U} tego punktu istnieje liczba naturalna {\displaystyle n} i takie otoczenie {\displaystyle V} punktu {\displaystyle x,} że
{\displaystyle {\mbox{Gw}}(V,{\mathcal {W}}_{n})\subseteq U.}
Każdy miałki ciąg pokryć jest również punktowo miałki. Pojęcia te pozwalają na zwięzłą wypowiedź wielu twierdzeń, głównie dotyczących metryzacji przestrzeni topologicznych jak np. kryterium Aleksandrowa, kryterium Binga czy twierdzenie Moore'a o metryzacji.